# Анђелике
Анђелике (лат. Angelica) је род скривеносеменица из породице штитоноша (Apiaceae), који броји око 110 врста високих двогодишњих или вишегодишљих биљака. Распрострањен је у умереним и субполарним пределима Северне Хемисфере. Биљке су високе до 2m, са крупним листовима и белим или зеленобелим цветовима. Поједине биљке овог рода се користе као лековите.

## Списак врста
Род Angelica:
| - - анђелика, ангелика - - синоним за Angelica dahurica| - -дивља анђелика |